# Lambdina peccataria
Lambdina peccataria är en fjärilsart som beskrevs av Louis W. Swett 1909. Lambdina peccataria ingår i släktet Lambdina och familjen mätare. Inga underarter finns listade i Catalogue of Life.